# Acalypha multicaulis
Acalypha multicaulis é uma espécie de flor do gênero Acalypha, pertencente à família Euphorbiaceae.